# Palpita arsaltealis
Palpita arsaltealis es una especie de polillas perteneciente a la familia Crambidae descrita por Francis Walker en 1859. 
Se encuentra en el noreste de los Estados Unidos, al sur de Carolina del Sur. También está presente en Quebec y Ontario.
Su envergadura es de unos 16 mm. Los adultos vuelan desde primavera hasta finales de verano.